# Ebrei in Bosnia ed Erzegovina

La posizione della Bosnia ed Erzegovina (verde) in Europa

I primi ebrei in Bosnia ed Erzegovina giunsero a seguito dell'Inquisizione spagnola e sono sopravvissuti fino ad oggi, attraverso le guerre jugoslave e l'Olocausto. Il giudaismo e la comunità ebraica in Bosnia ed Erzegovina ha una delle storie più antiche (oltre 500 anni d'insediamento permanente) e diversificate negli stati dell'ex-Jugoslavia. Allora una provincia autonoma dell'Impero Ottomano, la Bosnia fu uno dei pochi territori in Europa che accolse gli ebrei dopo la loro espulsione dalla Spagna.
Al suo apice, la comunità ebraica della Bosnia contava tra i 14.000 e i 22.000 membri nel 1941. Di questi, dai 12.000 ai 14.000 vivevano a Sarajevo, costituendo il 20% della popolazione della città.
Oggi ci sono circa 1.000 ebrei che vivono in Bosnia ed Erzegovina, riconosciuti come minoranza nazionale. Godono di ottimi rapporti con i loro vicini non ebrei.

## Storia

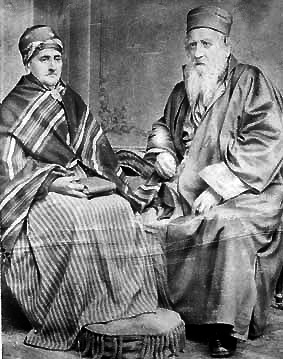
Rabbi Judah Alkalai e sua moglie Ester a Vienna nel 1874

### Dominio ottomano
I primi ebrei arrivarono in Bosnia ed Erzegovina nel periodo dal 1492 al 1497 dalla Spagna e dal Portogallo. Mentre decine di migliaia di ebrei fuggivano dall'Inquisizione spagnola e portoghese, il sultano Bayezid II dell'Impero ottomano accolse gli ebrei che furono in grado di raggiungere i suoi territori. Gli ebrei sefarditi in fuga dalla Spagna e dal Portogallo furono accolti in Bosnia-Erzegovina, Macedonia, Tracia e altre aree dell'Europa sotto il controllo ottomano. Gli ebrei dell'Impero Ottomano iniziarono ad arrivare numerosi nel XVI secolo, stabilendosi principalmente a Sarajevo. I primi ebrei ashkenaziti arrivarono dall'Ungheria nel 1686, quando i turchi ottomani furono espulsi dall'Ungheria. Tra loro c'era Tzvi Ashkenazi, che rimase a Sarajevo per tre anni come rabbino. La comunità ebraica prosperò in Bosnia, vivendo fianco a fianco con i loro vicini bosniaci musulmani, come uno dei più grandi centri europei per gli ebrei sefarditi al di fuori della Spagna.
Gli ebrei nell'Impero ottomano erano generalmente trattati bene e venivano riconosciuti dalla legge come non musulmani. Nonostante alcune restrizioni, le comunità ebraiche dell'Impero prosperarono. È stata concessa loro una significativa autonomia, con vari diritti tra cui il diritto di acquistare proprietà immobiliari, costruire sinagoghe e condurre scambi commerciali in tutto l'Impero Ottomano. Gli ebrei, insieme agli altri sudditi non musulmani dell'Impero, ottennero la piena uguaglianza dalla legge ottomana entro il 1856.
Nel tardo periodo ottomano, il rabbino sefardita sarajevese Judah Alkalai svolse un ruolo preminente come precursore del sionismo moderno sostenendo la restaurazione degli ebrei nella Terra di Israele.

### Dominio asburgico

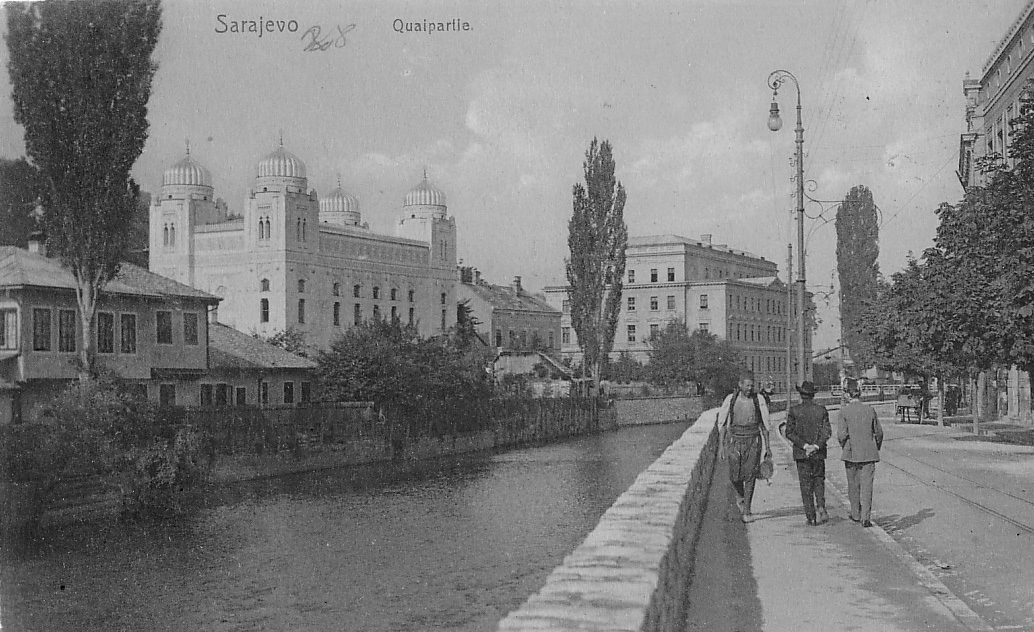
La Sinagoga Ashkenazita di Sarajevo nel 1914 sulle rive del fiume Miljacka

L'Impero austro-ungarico occupò la Bosnia ed Erzegovina nel 1878 e portò con sé un'iniezione di capitali, società e metodi europei. Molti ebrei ashkenaziti professionisti e istruiti arrivarono con gli austro-ungarici. Gli ebrei sefarditi continuarono a dedicarsi alle loro occupazioni tradizionali, principalmente commercio estero e artigianato.
Gli ebrei sefarditi hanno sicuramente avuto un ruolo più significativo in Bosnia ed Erzegovina, dato che solo a Sarajevo, Banja Luka e Tuzla erano attive comunità ashkenazite separate, mentre Tuzla era l'unica città in cui gli ashkenaziti erano numerosi (lì nacque Hilde Zaloscer). In questo periodo Moshe ben Rafael Attias raggiunse la preminenza come studioso della fede islamica e della letteratura persiana medievale.

### Regno di Jugoslavia

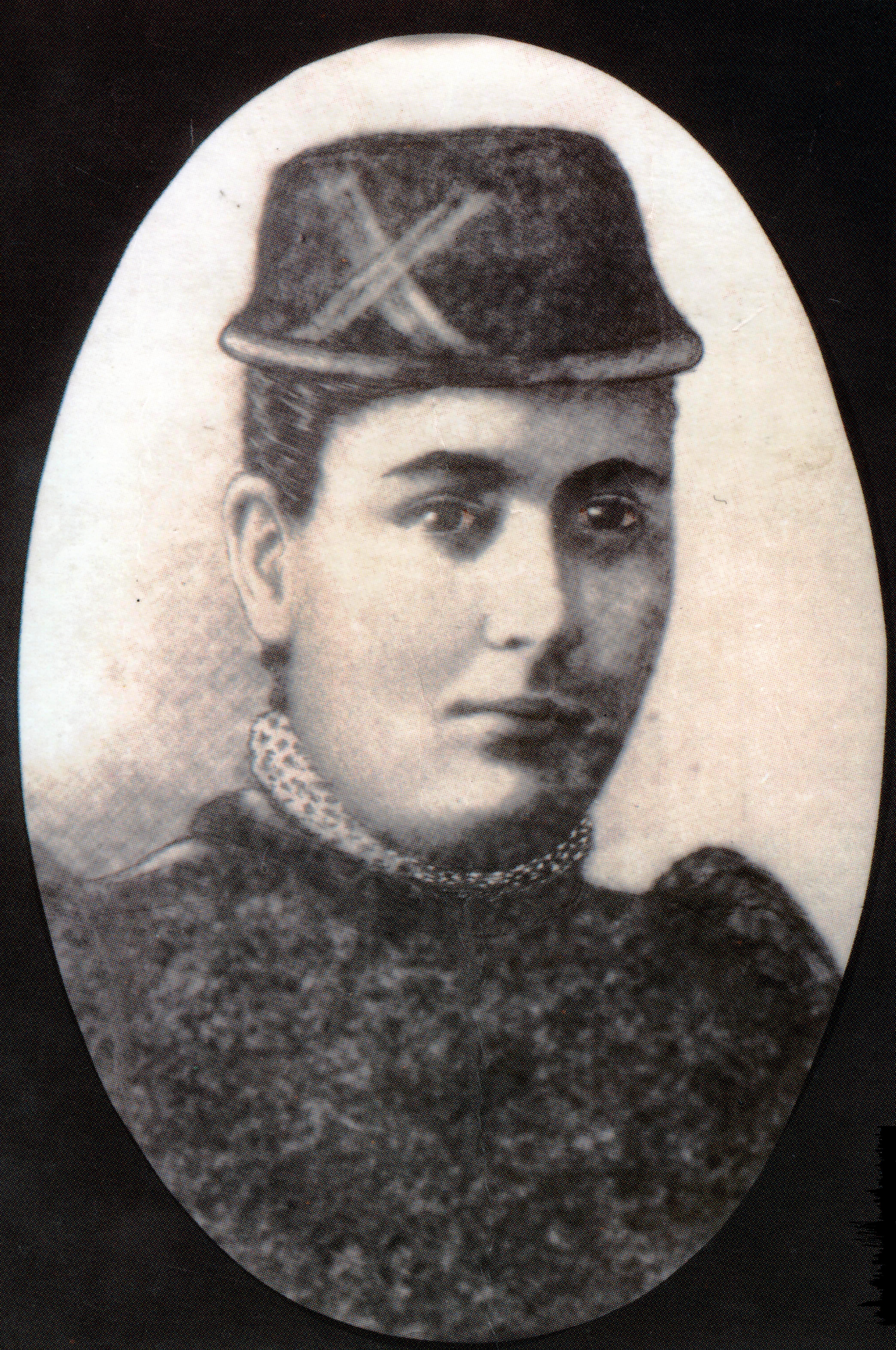
Laura Papo Bohoreta

La prima guerra mondiale vide il crollo dell'Impero austro-ungarico e dopo la guerra la Bosnia ed Erzegovina fu incorporata nel Regno di Jugoslavia. Nel censimento del 1921 il ladino era la lingua madre di 10.000 abitanti su 70.000 di Sarajevo. Nel 1926 c'erano 13.000 ebrei in Bosnia ed Erzegovina.
La comunità ebraica bosniaca è rimasta prominente dopo l'unificazione della Jugoslavia. Negli anni '20 e '30 Kalmi Baruh fu un pioniere degli studi sefarditi e ispanici e un eminente intellettuale di sinistra. Daniel Ozmo era attivo a Belgrado come pittore e incisore progressista. Anche Isak Samokovlija iniziò la sua carriera letteraria negli anni '30, che continuò dopo la guerra. Laura Papo Bohoreta era una femminista e scrittrice attiva.

### Seconda guerra mondiale e Olocausto in Jugoslavia

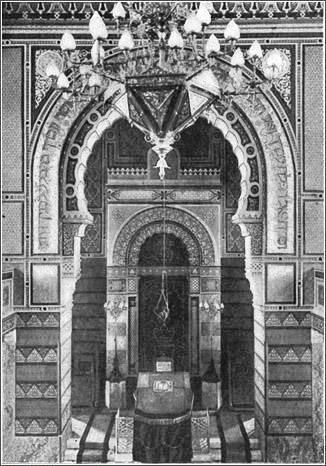
Interno del vecchio tempio di Sarajevo (prima del 1940)

Nel 1940, c'erano circa 14.000 ebrei in Bosnia ed Erzegovina, di cui 10.000 abitanti a Sarajevo.
Con l'invasione della Jugoslavia nell'aprile 1941 da parte dei nazisti e dei loro alleati, la Bosnia-Erzegovina passò sotto il controllo dello Stato Indipendente di Croazia, uno stato fantoccio nazista. Lo Stato Indipendente di Croazia era guidato dai notoriamente antisemiti Ustascia, che non persero tempo nel perseguitare i non-croati, come i serbi, gli ebrei e i rom.
Il 22 luglio 1941 Mile Budak, importante ministro del governo croato, tra i principali ideologi del movimento Ustascia, dichiarò che l'obiettivo degli Ustascia era lo sterminio di "elementi stranieri" dallo Stato Indipendente di Croazia. Il suo messaggio era semplice: "La base del movimento Ustascia è la religione. Per le minoranze come serbi, ebrei e zingari abbiamo tre milioni di proiettili." Nel 1941 Ante Pavelić, leader del movimento Ustascia, dichiarò che "gli ebrei saranno liquidati in brevissimo tempo".
Nel settembre 1941 iniziarono le deportazioni degli ebrei, con la maggior parte degli ebrei bosniaci deportati ad Auschwitz (molti prima nel campo di concentramento di Kruščica) o nei campi di concentramento in Croazia. Gli Ustascia allestirono campi di concentramento a Kerestinac, Jadovna, Metajna e Slana. I più noti, dove sono state perpetrate crudeltà di proporzioni inimmaginabili contro prigionieri ebrei e serbi, sono stati il Campo di concentramento di Mataina a Pag e quello di Jasenovac. Solo a Jasenovac furono assassinate centinaia di migliaia di persone (per lo più serbi), compresi 20 000 ebrei.
Entro la fine della guerra della popolazione ebraica bosniaca pre-bellica, composta da 14.000 individui, 10.000 erano stati assassinati. La maggior parte dei 4.000 che sopravvissero lo fece combattendo con i partigiani jugoslavi, ebrei o sovietici o fuggendo nella zona controllata italiana (circa 1.600 erano fuggiti nella zona di occupazione italiana sulla costa dalmata, tra cui Flory Jagoda, nata Kabilio). I membri ebrei dell'esercito jugoslavo divennero prigionieri di guerra tedeschi e sopravvissero alla guerra, tornando a Sarajevo dopo la guerra. Avraham Levi-Lazzaris, emigrato in Brasile, divenne esploratore delle prime miniere di diamanti in Rondônia, mentre Moses Levi-Lazzaris (1944–1990), ingegnere meccanico, divenne un militante trotskista.

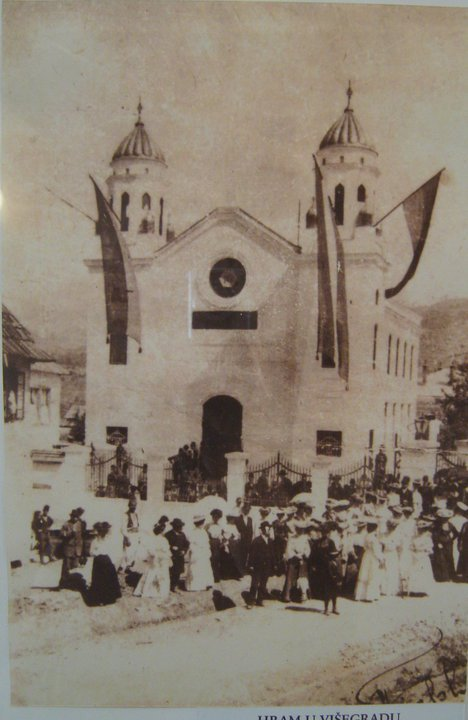
Sinagoga di Višegrad (1905-1941)
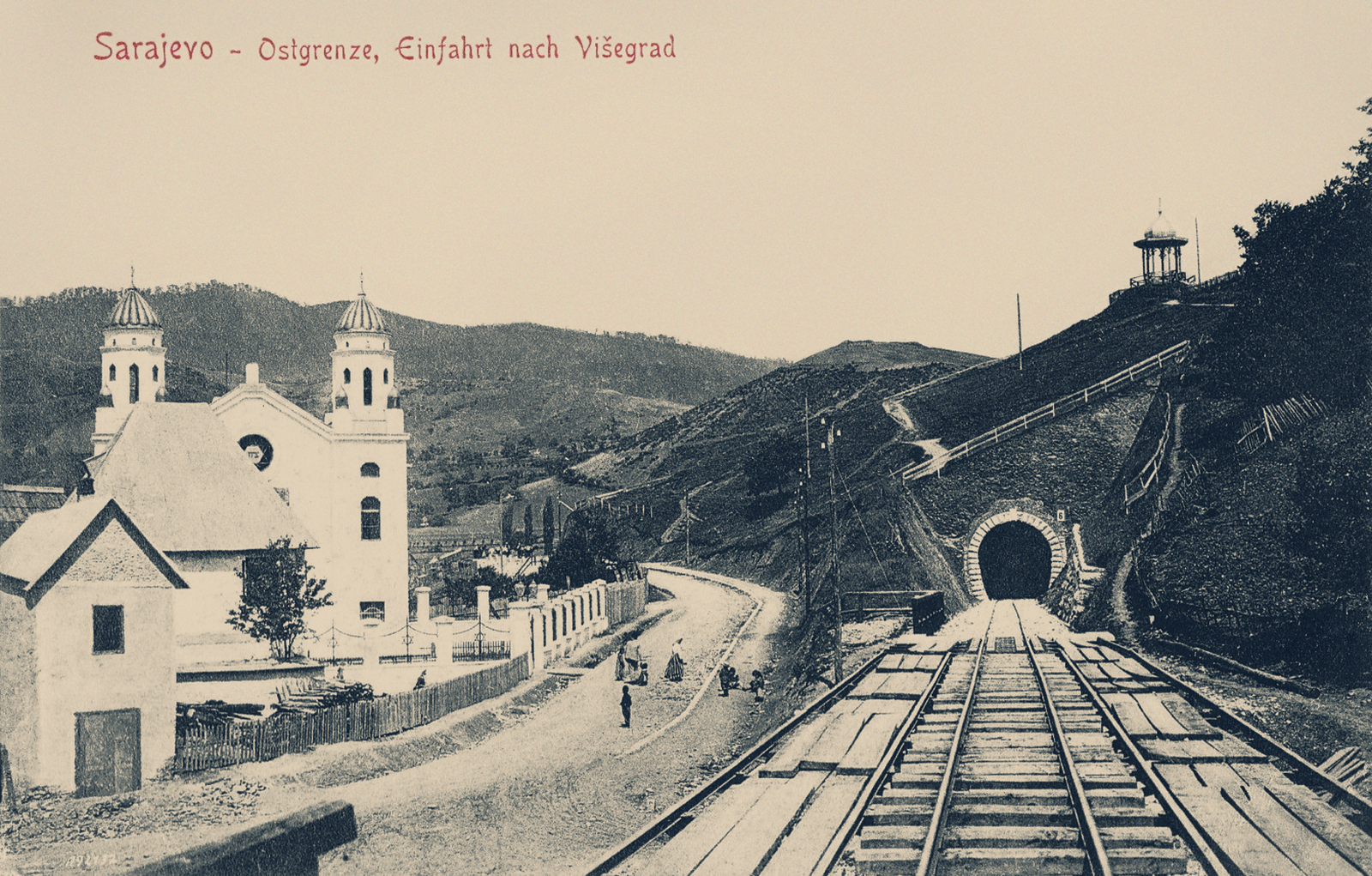
Sinagoga di Višegrad e tunnel ferroviario, 1910
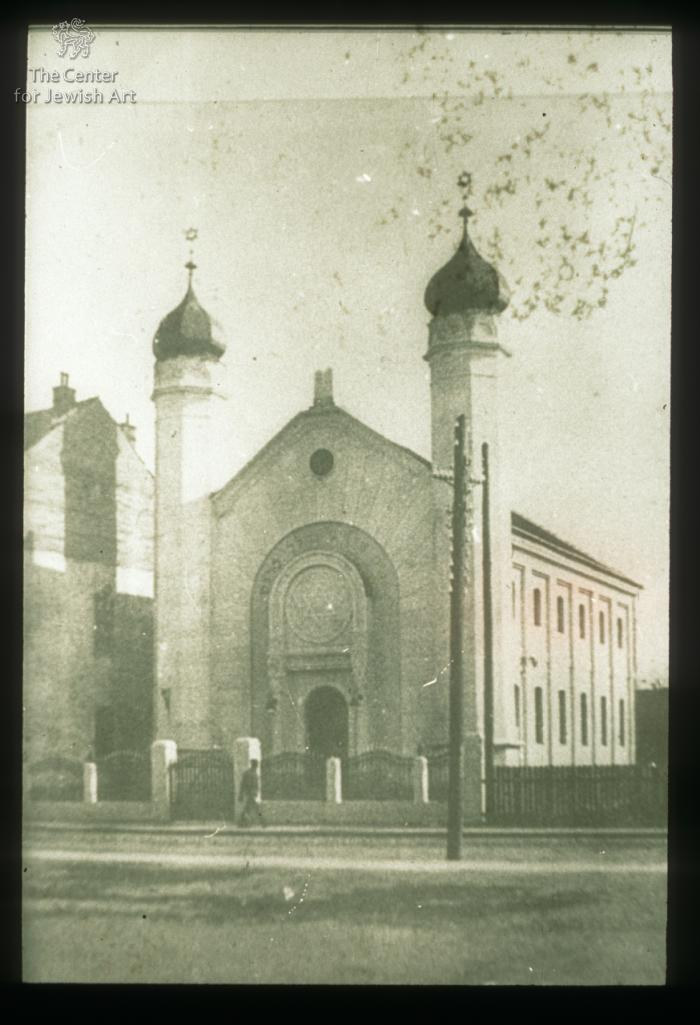
Sinagoga di Bijeljina (1900-1941)
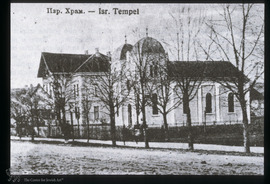
Sinagoga di Banja Luka (1884-1941)
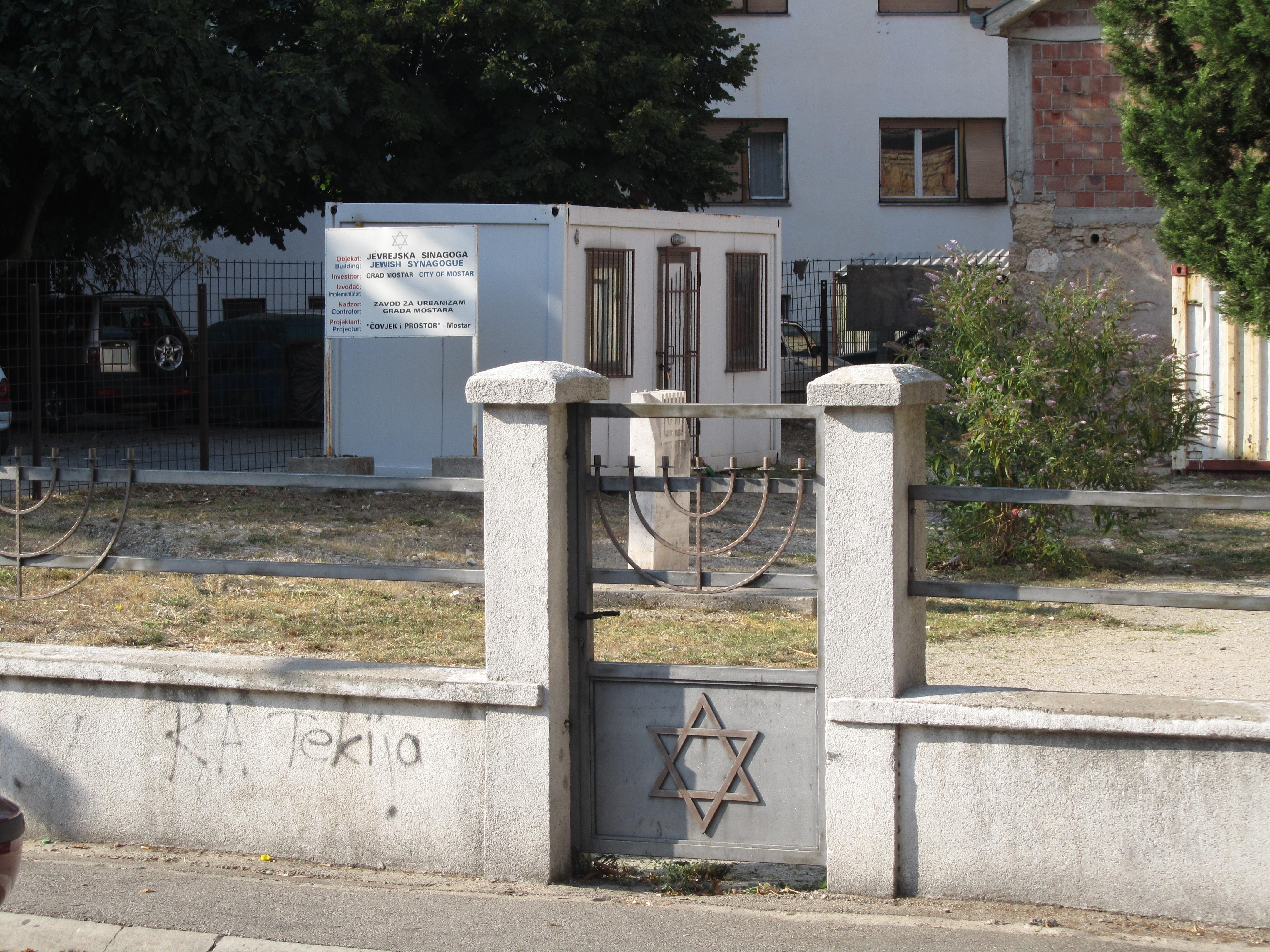
Sito della proposta Sinagoga di Mostar

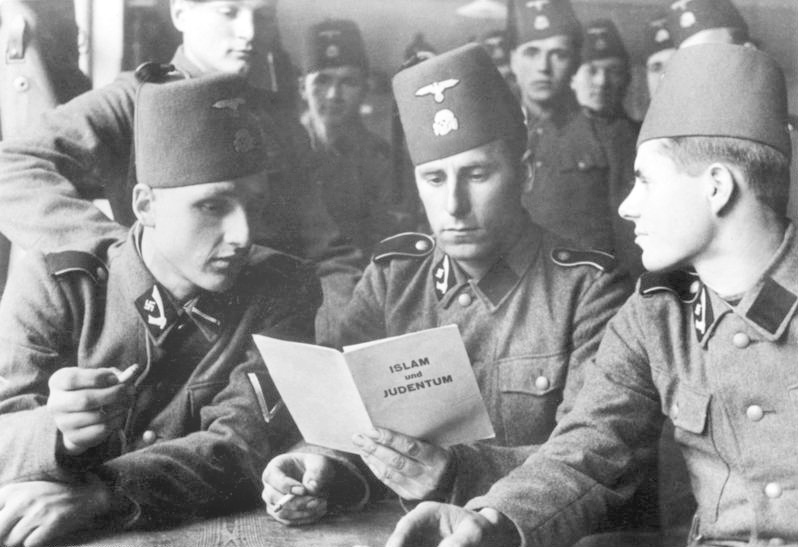
Soldati della Divisione SS 13 leggono l'opuscolo di propaganda Islam ed Ebraismo

Alcuni scrittori, come Shaul Shay nel suo libro dal titolo suggestivo Terrore islamico e i Balcani, ripeterono acriticamente quanto detto da teorici apologetici e complottisti serbi, come le affermazioni stravaganti di Carl Savich riportate sul suo sito web privato e il controverso libro di Jennie Lebel, entrambi riferiti a resoconti che sostengono che la 13ª divisione di montagna Waffen delle SS Handschar fu responsabile dell'uccisione di oltre il 90% degli ebrei bosniaci, scatenandosi durante tutta la guerra, uccidendo, violentando e persino bruciando intere città con la maggior parte delle popolazioni ancora intrappolate in esse. Tuttavia, tali affermazioni infondate sono del tutto screditate. Le unità Handschar furono schierate solo dopo che la maggior parte degli ebrei in Croazia e Bosnia erano stati deportati o sterminati dal regime ustascia e nazista, o in Serbia dal governo collaborazionista di Milan Nedić. Solo un rapporto, che potrebbe essere plausibile, racconta la storia di un incidente in cui una pattuglia Handschar uccise alcuni civili ebrei, dopo che la loro vera identità fu rivelata, a volte a Zvornik o nei dintorni nell'aprile 1944.

#### Giusti tra le nazioni della Bosnia ed Erzegovina
La gente di Sarajevo ha aiutato molti ebrei a fuggire ed espatriare - tra i tanti, le storie delle famiglie Hardaga e Kabilio così come delle famiglie Sober-Dragoje e Besrević divennero particolarmente note dopo la guerra. I Giusti tra le nazioni della Bosnia ed Erzegovina sono quei bosniaci che sono stati onorati dal Memoriale di Yad Vashem come Giusti tra le nazioni, cioè individui non ebrei che hanno usato la loro vita per salvare gli ebrei dall'omicidio. Quarantadue bosniaci hanno ricevuto il titolo di Giusti tra le nazioni. L'ortografia dei nomi segue l'elenco di Yad Vashem, che non utilizza i segni diacritici della lingua serbo-croata:
- Nevenka Baric, 2001
- Zekira Besirevic, 2000
- Marko Bozic, 1989
- Andjelka Brkic, 1996
- Josip Eberhardt e Rozika Eberhardt, 1995
- Hasija e Sulejman Fazlinovic, 1980
- Franjo e Lidija Griner, 1992
- Izet e Bachriya Hardaga, 1984
- Mustafa e Zejneba Hardaga, 1984
- Rezak Hatibovic e suo fratello Sulejman Hatibovic, 1997
- Semso Kapetanovic e le sue sorelle Esma, Hasna, Vasva e la loro madre Sultanija, 2001
- Borislav, Borjana e Ljeposava Komljenovic, 1995
- Dervis e Servet Korkut, 1994
- Andrija Latal, 2006
- Vid e Mato Milosevic, 1997
- Gavro Perkusic, 1999
- Salih Pozder, 1996
- Nurija e Devleta Pozderac, 2012
- Risto Ristic, 1994
- Ahmed Sadik, 1984
- Elza e Ferid Saracevic e i loro figli Sead ed Emira, 1994
- Zora Sebek (Krajina), 1995
- Roza Sober-Dragoje, 2000
- Adam Till, 1995

### Jugoslavia socialista

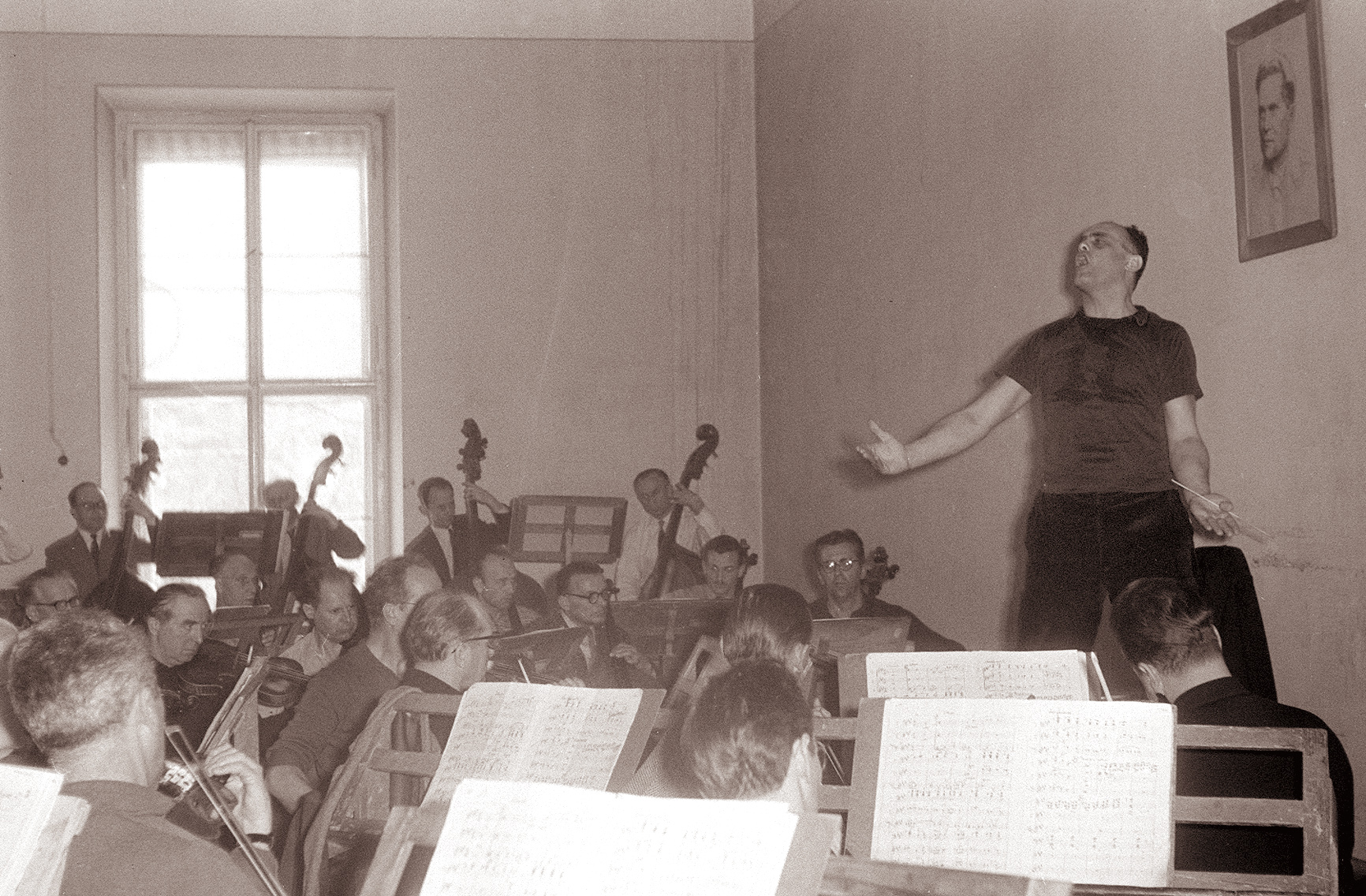
Oskar Danon durante le prove con l'Orchestra sinfonica di Maribor nel 1961

La comunità ebraica della Bosnia ed Erzegovina è stata ricostituita dopo l'Olocausto, ma la maggior parte dei sopravvissuti ha scelto di emigrare in Israele. La comunità era sotto la tutela della Federazione delle comunità ebraiche in Jugoslavia, con sede nella capitale, Belgrado.
Le personalità ebraiche rimasero importanti nella Bosnia ed Erzegovina socialista. Cvjetko Rihtman è stato il primo direttore dell'Opera di Sarajevo nel 1946-1947; suo figlio Ranko farà poi parte della rock band di Sarajevo Indexi. Oskar Danon raggiunse la fama anche come compositore e direttore d'orchestra durante il periodo jugoslavo. Ernest Grin è stato uno dei principali medici jugoslavi e membro dell'Accademia delle scienze e delle arti della Bosnia-Erzegovina. Emerik Blum, fondatore di Energoinvest, è stato sindaco di Sarajevo dal 1981 al 1983 e membro del comitato organizzativo delle Olimpiadi invernali del 1984. Ivan Ceresnjes era attivo come architetto, supervisionando il restauro di edifici e siti ebraici, tra cui la Sinagoga ashkenazita, il tempio Kal Nuevo e l'antico cimitero ebraico del XVI secolo, il cui progetto avrebbe dovuto presentare 24 ore prima dello scoppio della guerra nel marzo 1992.
All'inizio degli anni '90, prima delle guerre jugoslave, la popolazione ebraica della Bosnia-Erzegovina era di oltre 2.000 individui, e le relazioni tra gli ebrei e i loro vicini cattolici, ortodossi e musulmani erano molto buone.

### Guerra in Bosnia ed Erzegovina
La comunità ebraica della Bosnia-Erzegovina è stata guidata da Ivan Ceresnjes dal 1992 fino alla sua emigrazione in Israele nel 1996. Il suo mandato coincise con la guerra in Bosnia del 1992–1995. Quando l'esercito serbo assediante occupò il cimitero ebraico di Sarajevo, Ceresnjes diede il permesso all'esercito della Repubblica di Bosnia ed Erzegovina di bombardare il cimitero.
La società umanitaria ebraica di Sarajevo, La Benevolencija, ha anche fornito aiuti a migliaia di residenti di Sarajevo assediati, fornendo cibo, medicine e comunicazioni postali e radio. Ceresnjes disse a un giornale locale che lo sforzo di soccorso non settario era in parte un gesto di gratitudine ai musulmani locali che avevano nascosto gli ebrei durante l'occupazione nazista della Jugoslavia. Dopo l'inizio della guerra, La Benevolencija ha assistito l'American Jewish Joint Distribution Committee nell'evacuazione di 2.500 residenti da Sarajevo, solo un terzo dei quali erano ebrei. Ci sono state 11 evacuazioni in tutto, tre per via aerea all'inizio della guerra e otto per convoglio di autobus dopo che l'aeroporto era stato chiuso al traffico civile. Mentre altri convogli venivano fermati, i convogli di Ceresnjes passarono tutti, come il personale sul campo a seguito del cessate il fuoco congiunto negoziato per garantire un trasferimento sicuro.
Nel 1997 la popolazione ebraica della Bosnia-Erzegovina era di 600 persone, di cui circa la metà viveva a Sarajevo. La maggior parte degli ebrei che erano fuggiti da Sarajevo e dalla Bosnia scelsero di rimanere in Israele dopo la fine delle guerre, anche se alcuni tornarono e altri si trasferirono altrove, come Robert Rothbart (nato Boris Kajmaković).

### Bosnia ed Erzegovina indipendente

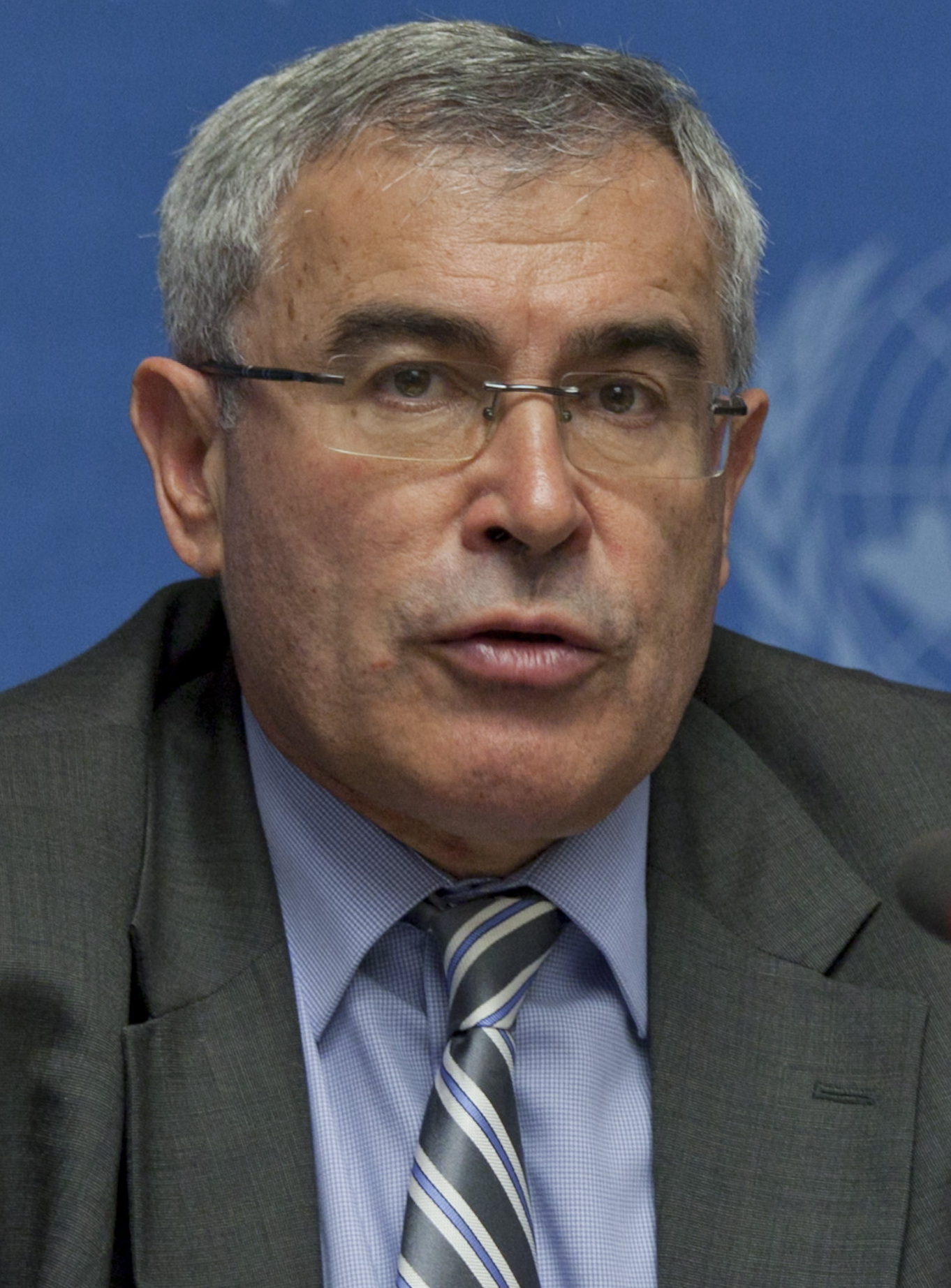
Sven Alkalaj, ministro degli Affari esteri della Bosnia ed Erzegovina dal 2007 al 2011.

La Comunità ebraica in Bosnia ed Erzegovina è guidata da Jakob Finci dal 1995. La Costituzione della Bosnia ed Erzegovina riserva ai membri dei tre popoli costitutivi (bosniaci, croati e serbi) alcune posizioni politiche di vertice, tra cui quella di presidente della Bosnia ed Erzegovina e di membro della camera alta del paese. Nel 2009 la Corte europea dei diritti dell'uomo ha stabilito nel caso Sejdić e Finci v. Bosnia ed Erzegovina che la Costituzione del paese viola la Convenzione europea dei diritti dell'uomo. Nonostante le pressioni internazionali, è ancora in sospeso un accordo tra i partiti politici per modificare di conseguenza la Costituzione. Ciò non ha impedito agli ebrei bosniaci di raggiungere posizioni di rilievo: tra questi, Sven Alkalaj è stato ministro degli Affari esteri della Bosnia ed Erzegovina dal 2007 al 2011.

## Cultura

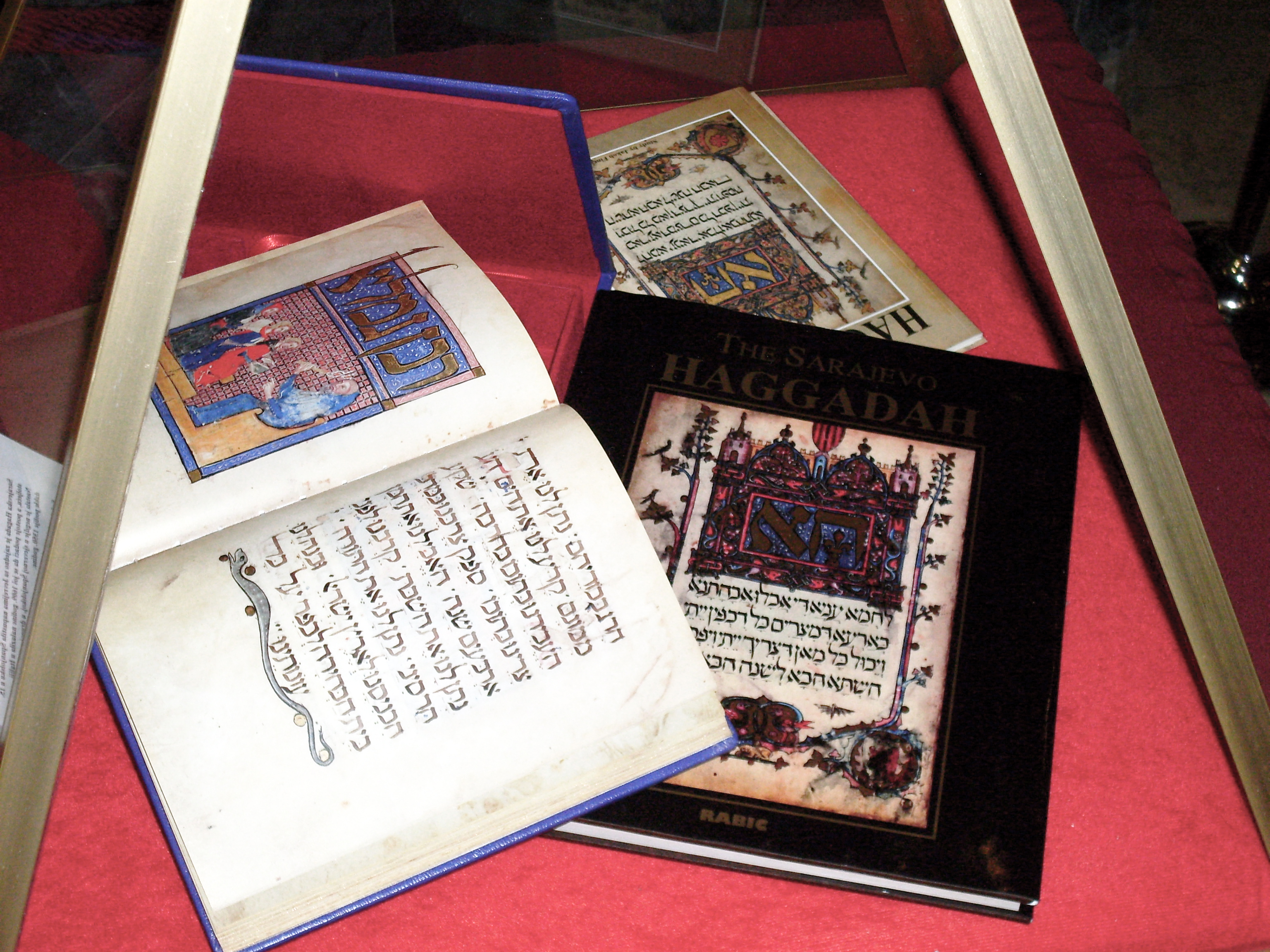
La Haggadah di Sarajevo

### Haggadah di Sarajevo
La Haggadah di Sarajevo è un manoscritto miniato del XIV secolo che è sopravvissuto molte volte alla distruzione. Gli storici ritengono che sia stato portato fuori dalla Spagna dagli ebrei spagnoli che furono espulsi dall'Inquisizione nel 1492. Note ai margini dell'Haggadah indicano che è emerso in Italia nel XVI secolo. Fu venduto al museo nazionale di Sarajevo nel 1894 da un uomo di nome Joseph Kohen.
Durante la seconda guerra mondiale, il manoscritto fu nascosto ai nazisti dal dottor Jozo Petrovic, il direttore del museo della città, e da Derviš Korkut, il capo bibliotecario, che portò di nascosto l'Haggadah a un religioso musulmano in un villaggio di montagna vicino a Treskavica, dove era nascosto nella moschea tra Corani e altri testi islamici. Durante la guerra bosniaca del 1992-1995, quando Sarajevo era sotto costante assedio da parte delle forze serbo-bosniache, il manoscritto è sopravvissuto in un caveau sotterraneo di una banca.
Successivamente, il manoscritto è stato restaurato attraverso una campagna speciale finanziata dalle Nazioni Unite e dalla comunità ebraica bosniaca nel 2001, ed è esposto permanentemente al museo dal dicembre 2002.

### Sinagoghe

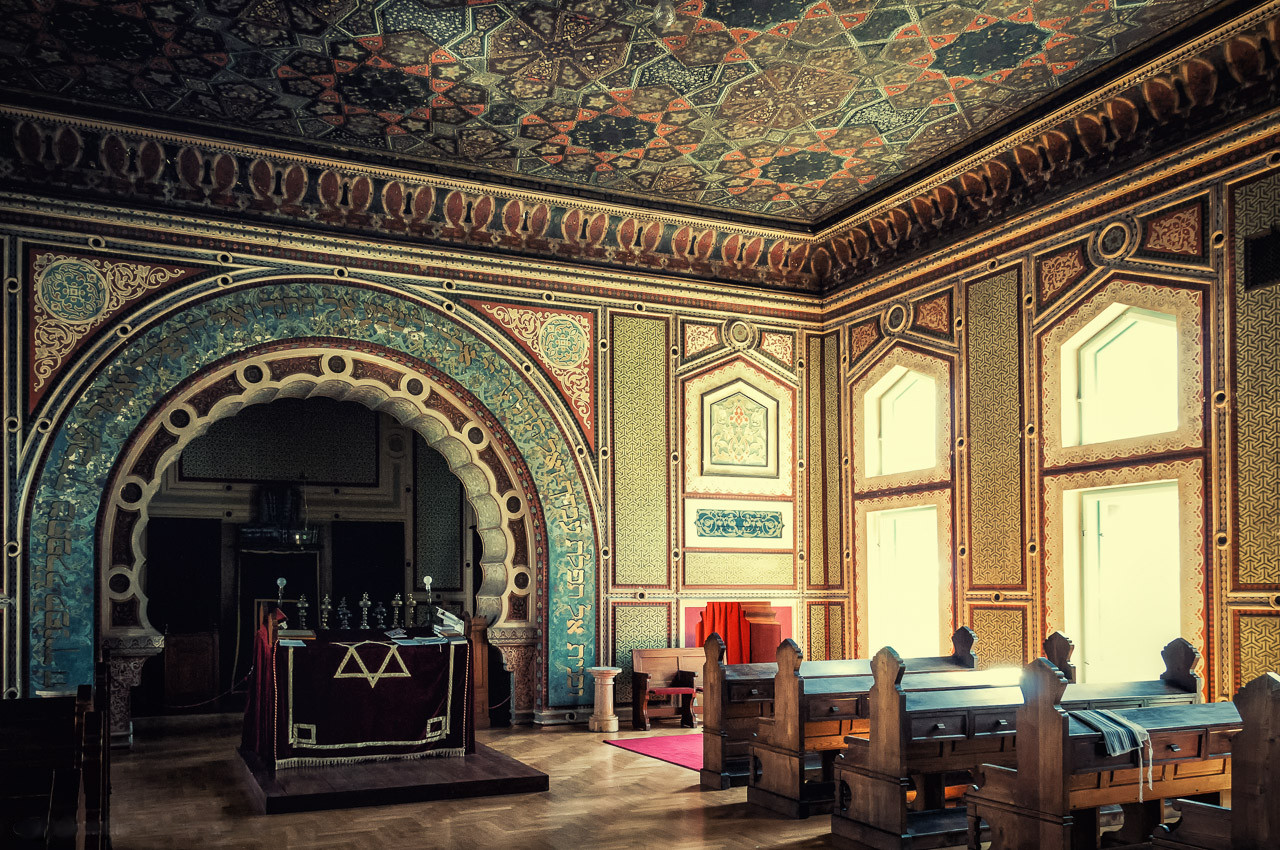
Interno della sinagoga ashkenazita di Sarajevo

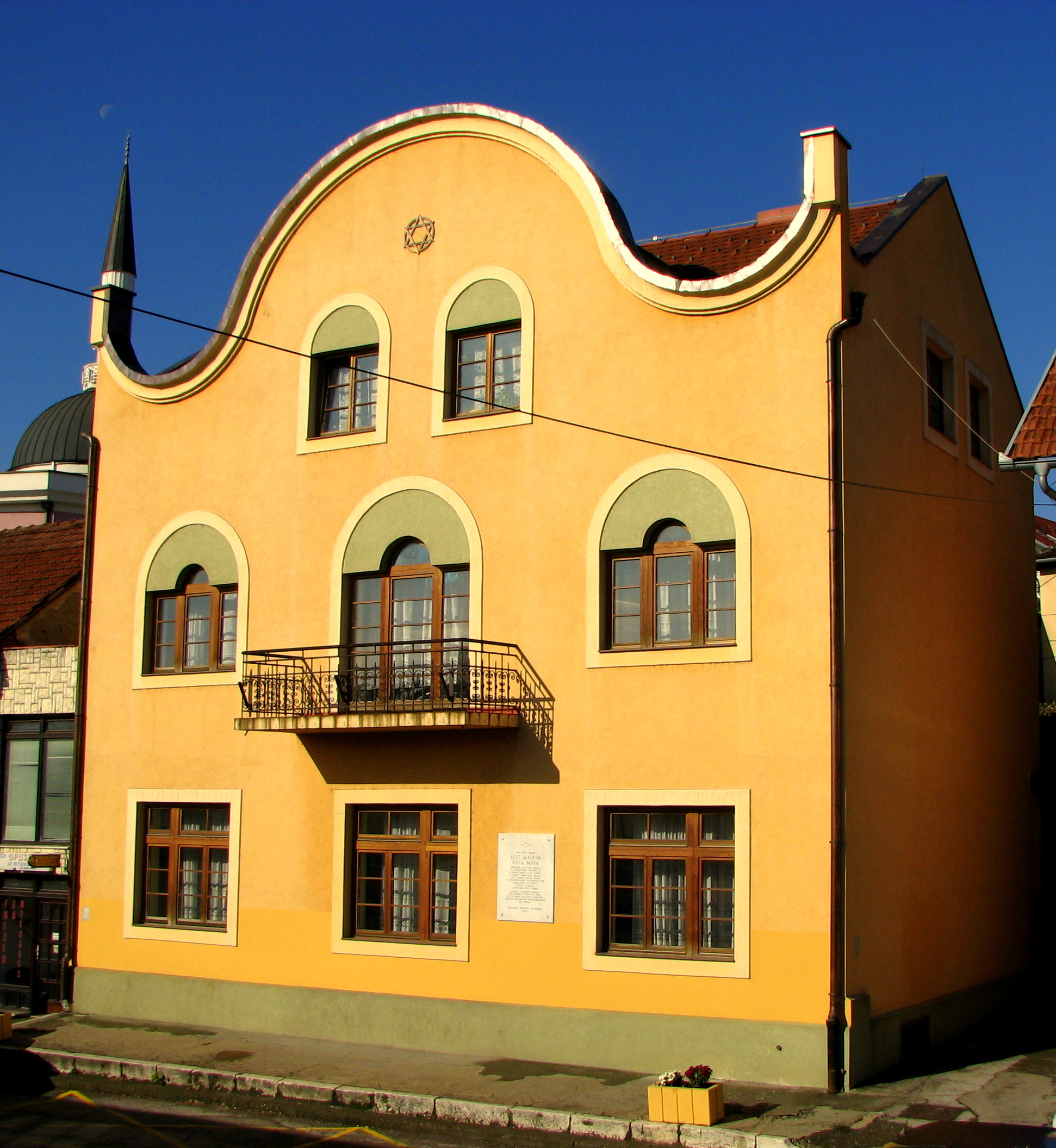
Sinagoga di Doboj

Le più antiche sinagoghe della Bosnia ed Erzegovina furono costruite dalla comunità sefardita nel XVI secolo. Durante il periodo austro-ungarico, la nuova comunità ashkenazita costruì anche i propri templi, adottando spesso lo stile architettonico del revival moresco, come nel caso della sinagoga ashkenazita di Sarajevo. La maggior parte di loro fu distrutta durante la seconda guerra mondiale, compreso Il Kal Grande di Sarajevo. Quattro sinagoghe rimangono a Sarajevo:
- Il vecchio tempio (Stari Hram, noto anche come Sijavuš-pašina daira o Velika Avlija): una sinagoga sefardita insieme a una grande locanda chiamata Grande Cortile è nota per essere stata costruita nel 1581 con la donazione del Beylerbey turco Sijamush Pasha per aiutare il membri poveri della comunità ebraica di Sarajevo. Ha subito due incendi nel 1697 e nel 1768. L'aspetto attuale del tempio deriva da restauri e ristrutturazioni nel 1821. Ora funge da museo ebraico.
- Il nuovo tempio (Novi Hram o Kal Nuevo): costruito accanto al vecchio tempio, oggi funge da galleria d'arte di proprietà della comunità ebraica di Sarajevo.
- La sinagoga di Bjelave (Kal Di La Bilava): durante la seconda guerra mondiale l'edificio fu confiscato dagli Ustaše e utilizzato come struttura di detenzione.
- La sinagoga Ashkenazita: progettata da Karel Pařík e costruita nel 1902 per la crescente comunità ashkenazita nello stile architettonico del revival moresco.

Nel resto del paese alcuni edifici sinagogali sono stati conservati e ristrutturati (come a Doboj) ma non ospitano servizi. Il centro culturale ebraico Arie Livne è stato aperto a Banja Luka nel 2015.

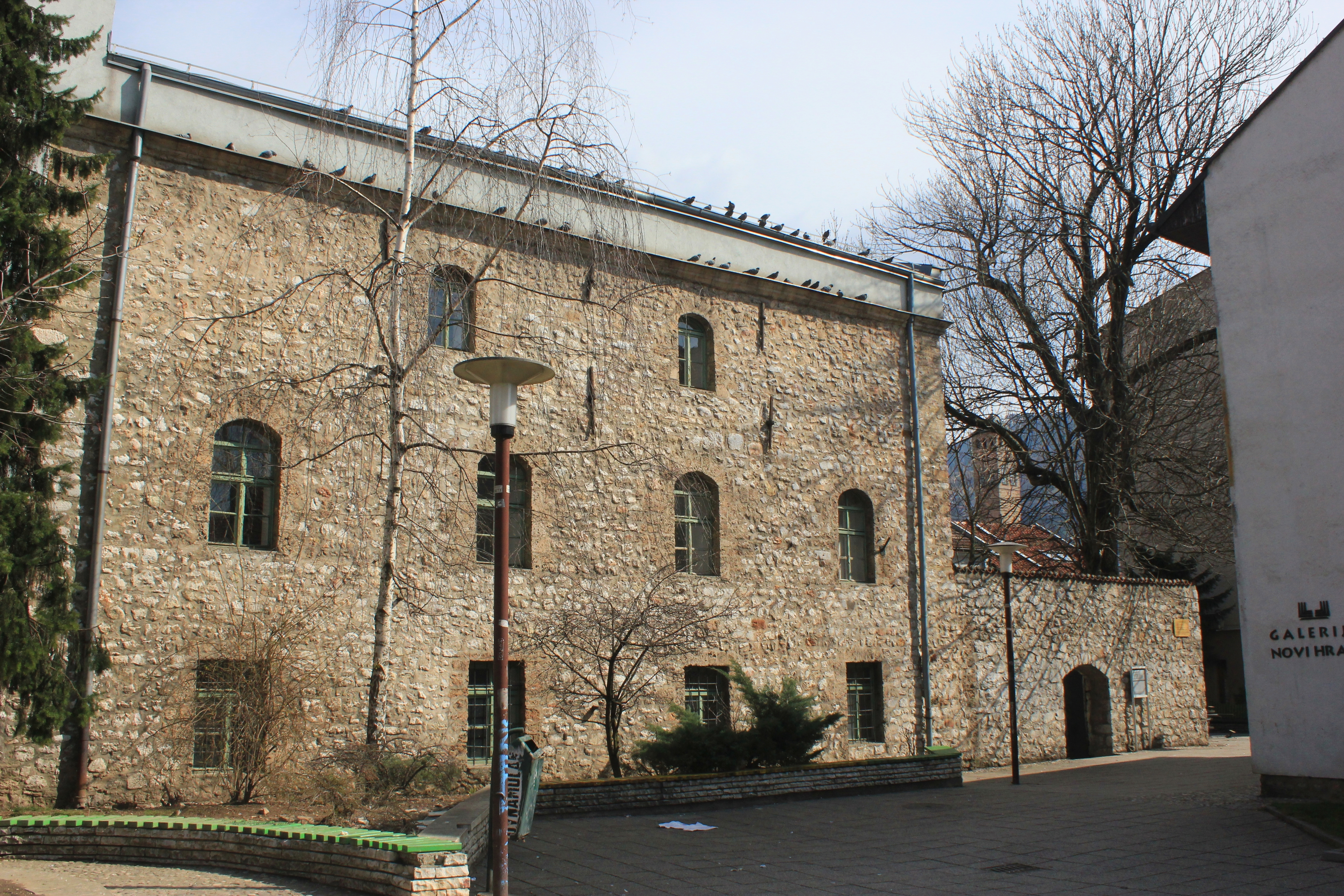
Il vecchio tempio di Sarajevo
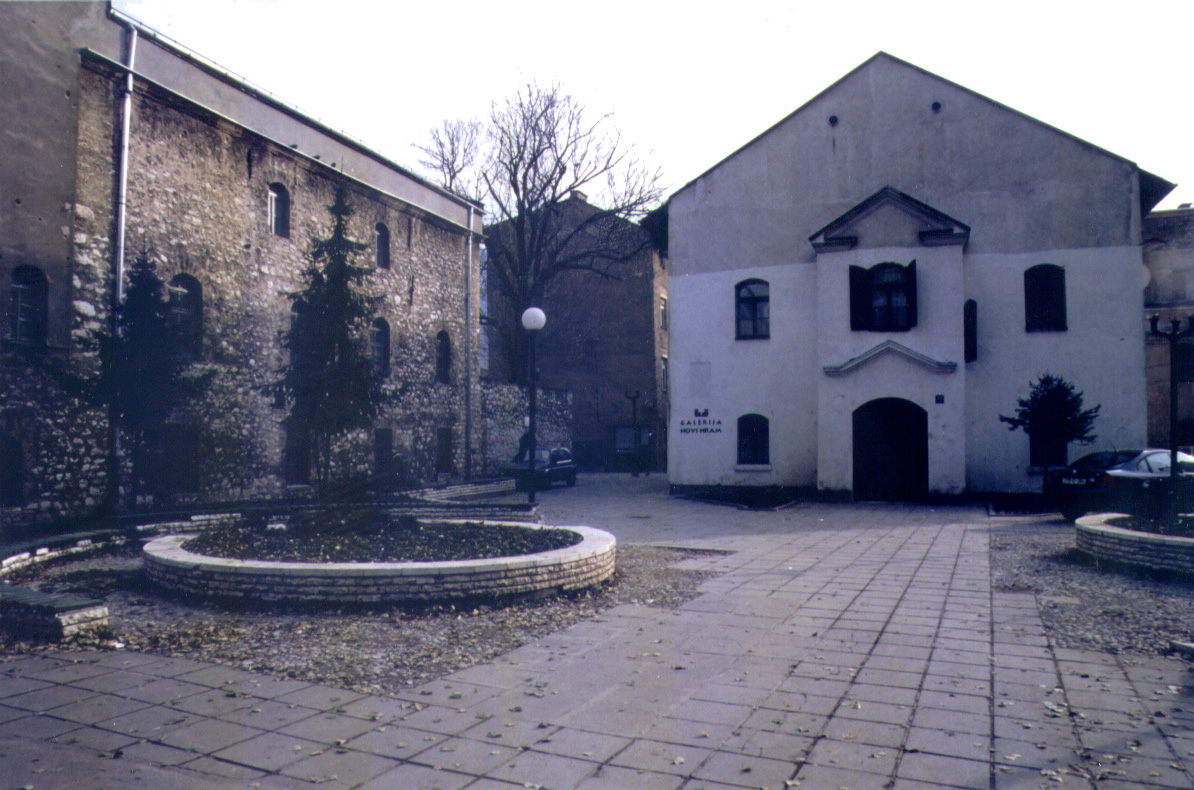
Nuovo tempio di Sarajevo (Kal Nuevo)
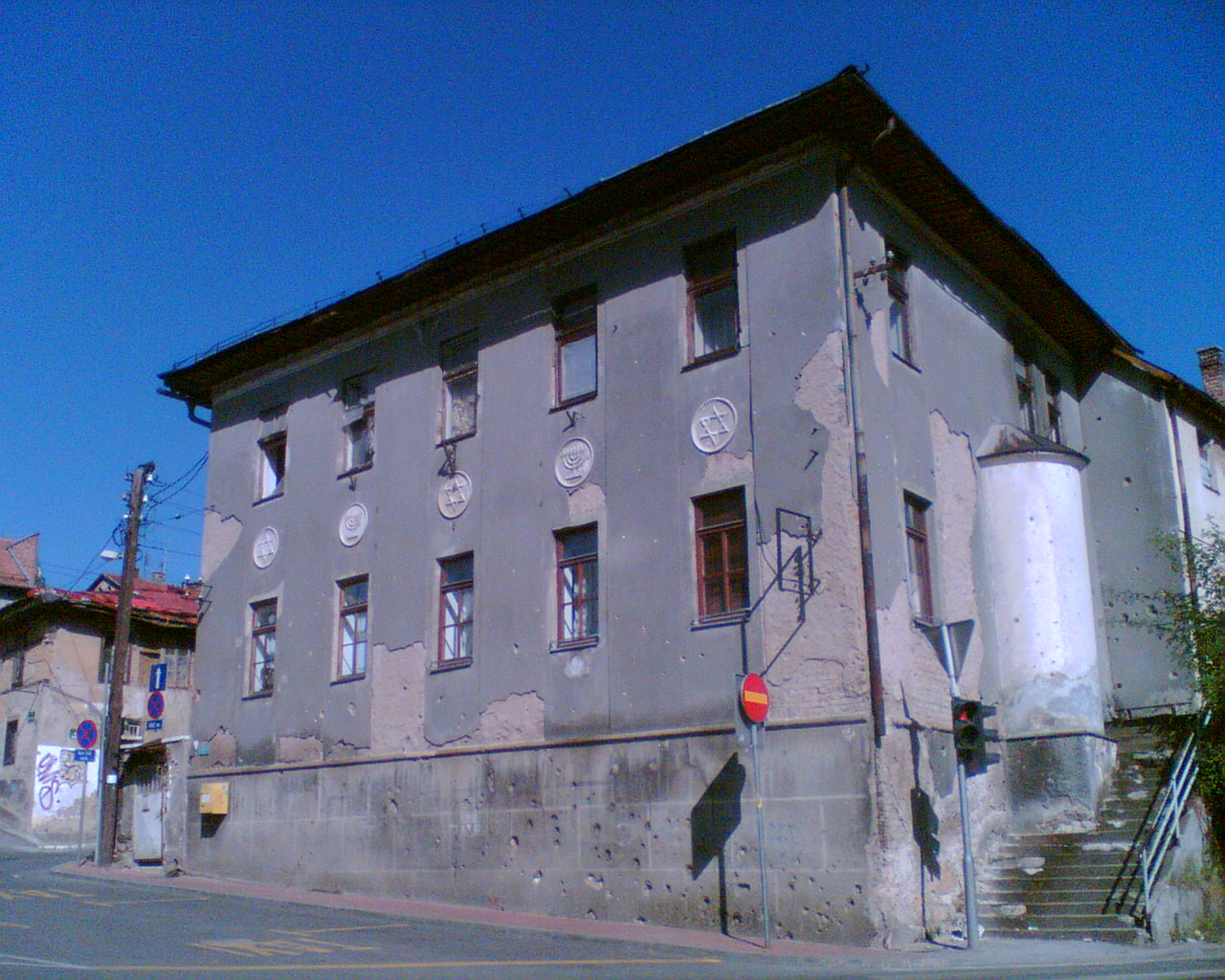
Sinagoga Bjelave di Sarajevo (Kal di la Bilava)
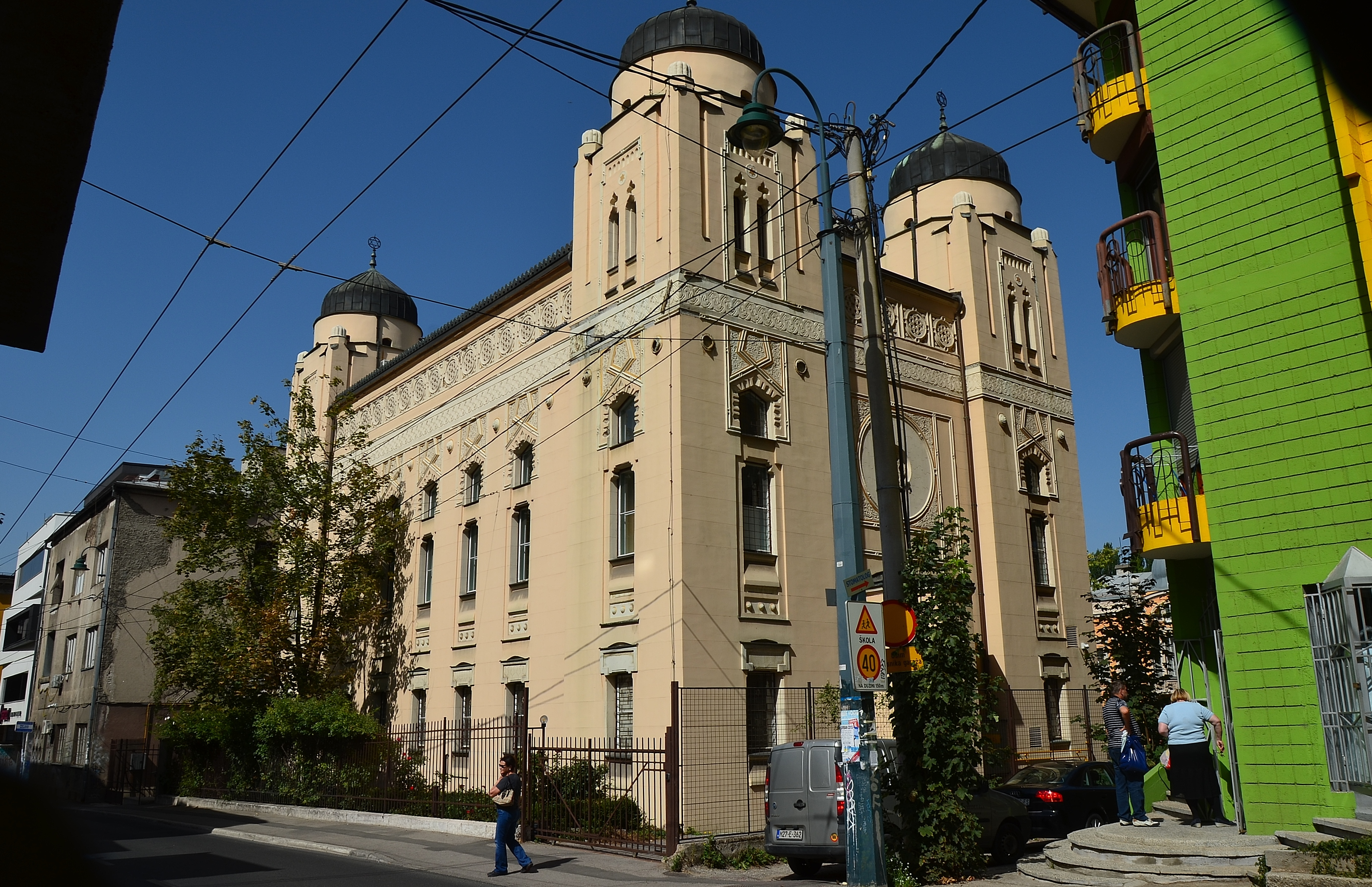
Sinagoga Ashkenazita di Sarajevo
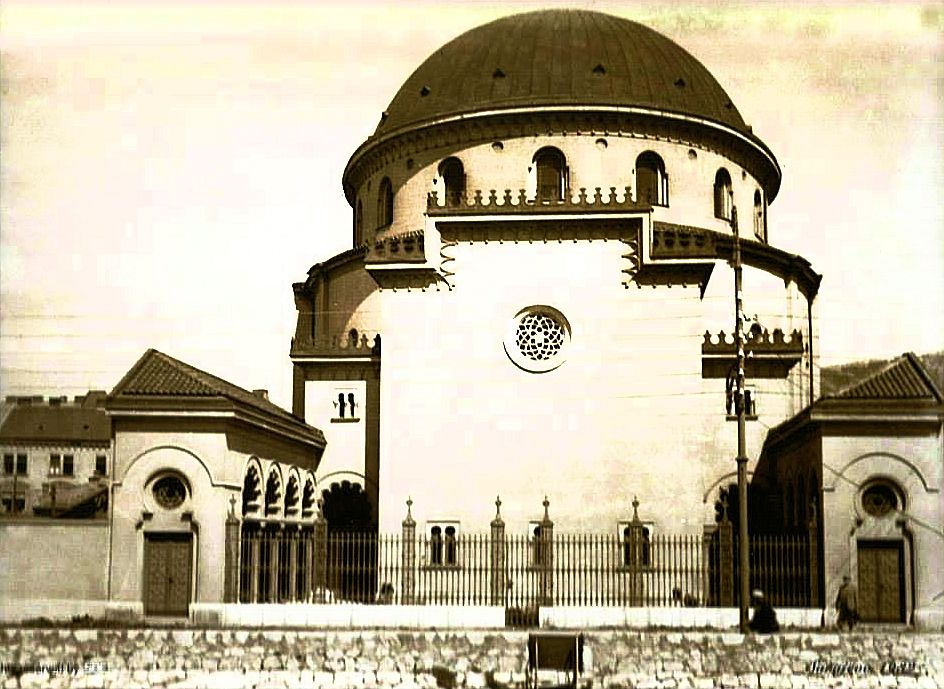
Cartolina de Il Kal Grande tra il 1932 e il 1941

### Cimiteri

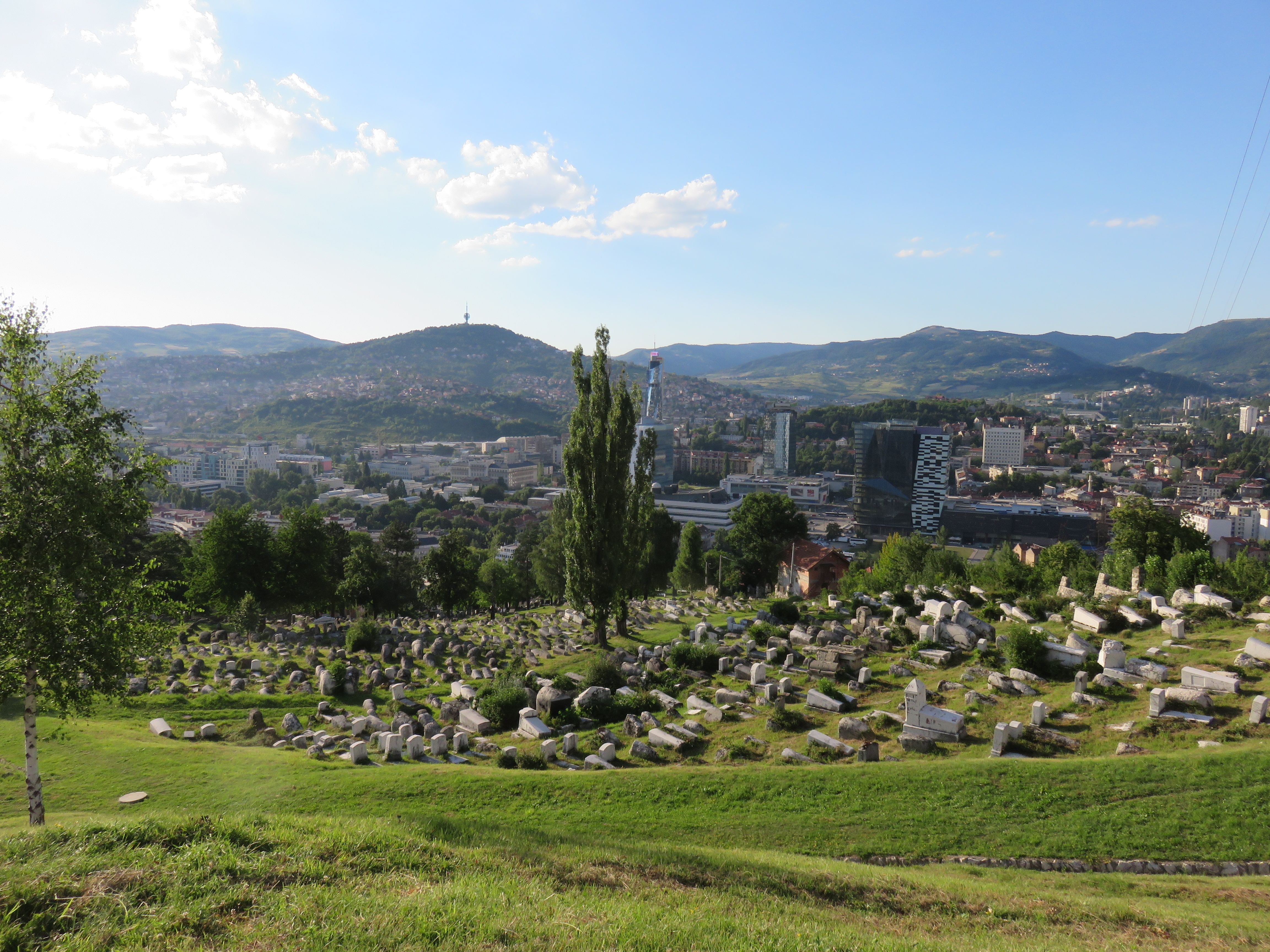
Vista dal cimitero ebraico di Sarajevo

- Vecchio cimitero ebraico di Sarajevo
- Cimitero ebraico di Rogatica: istituito nel 1900, ospita 16 lapidi più altre 10 probabilmente più antiche, pietre affondate nel terreno. Le tombe presentano iscrizioni in ebraico, ladino e serbo-croato. C'è anche un memoriale alle vittime della seconda guerra mondiale[35].

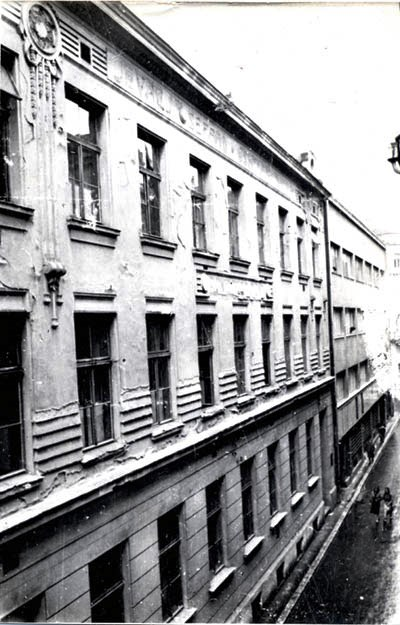
Ex seminario rabbinico a Sarajevo

- Luogo di sepoltura del rabbino Moshe Danon a Stolac (1832, La Megilla di Sarajevo), restaurato da Ivan Ceresnjes nel 1990-1991.

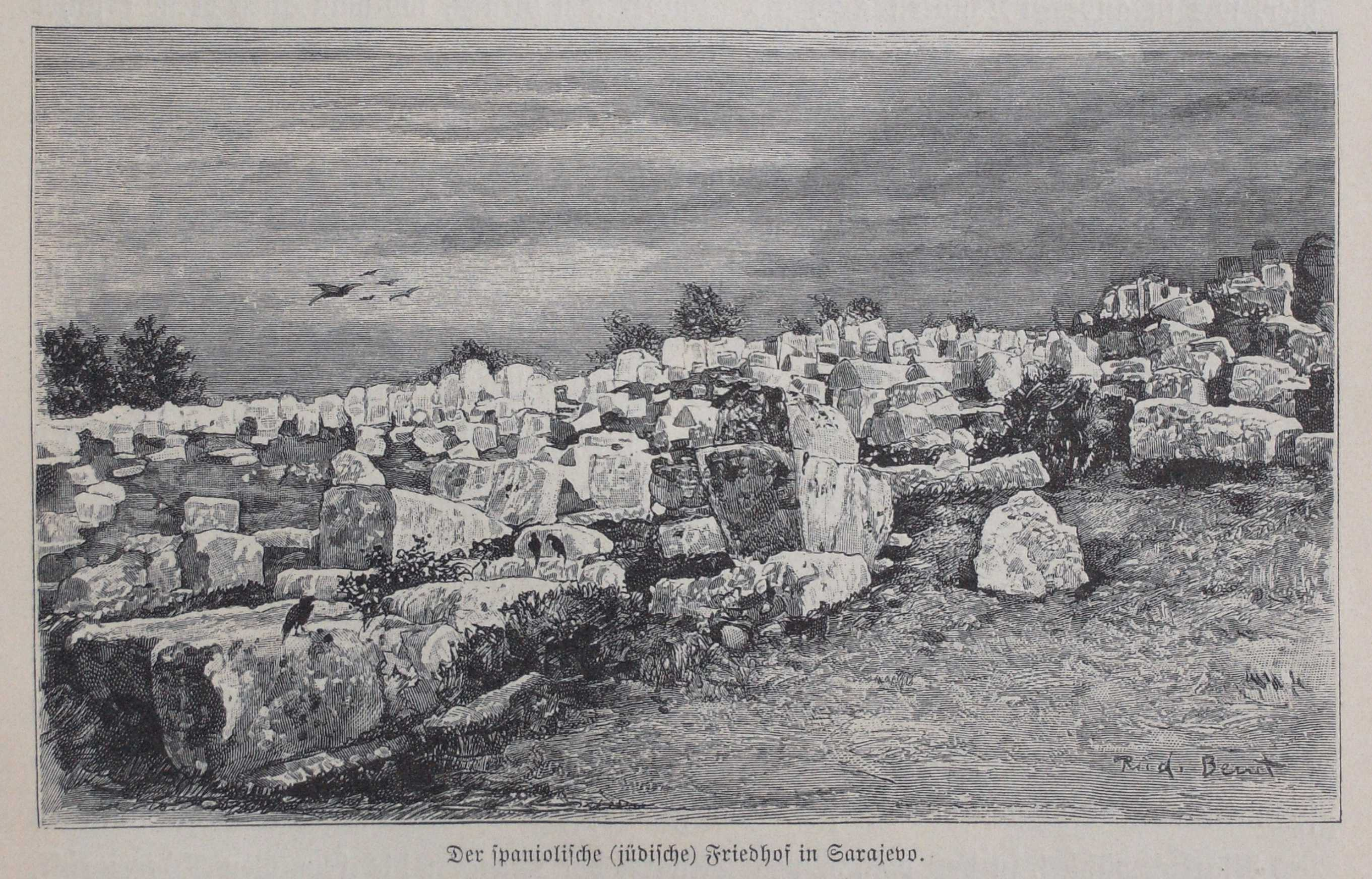
Il cimitero ebraico di Sarajevo in una stampa del 1900
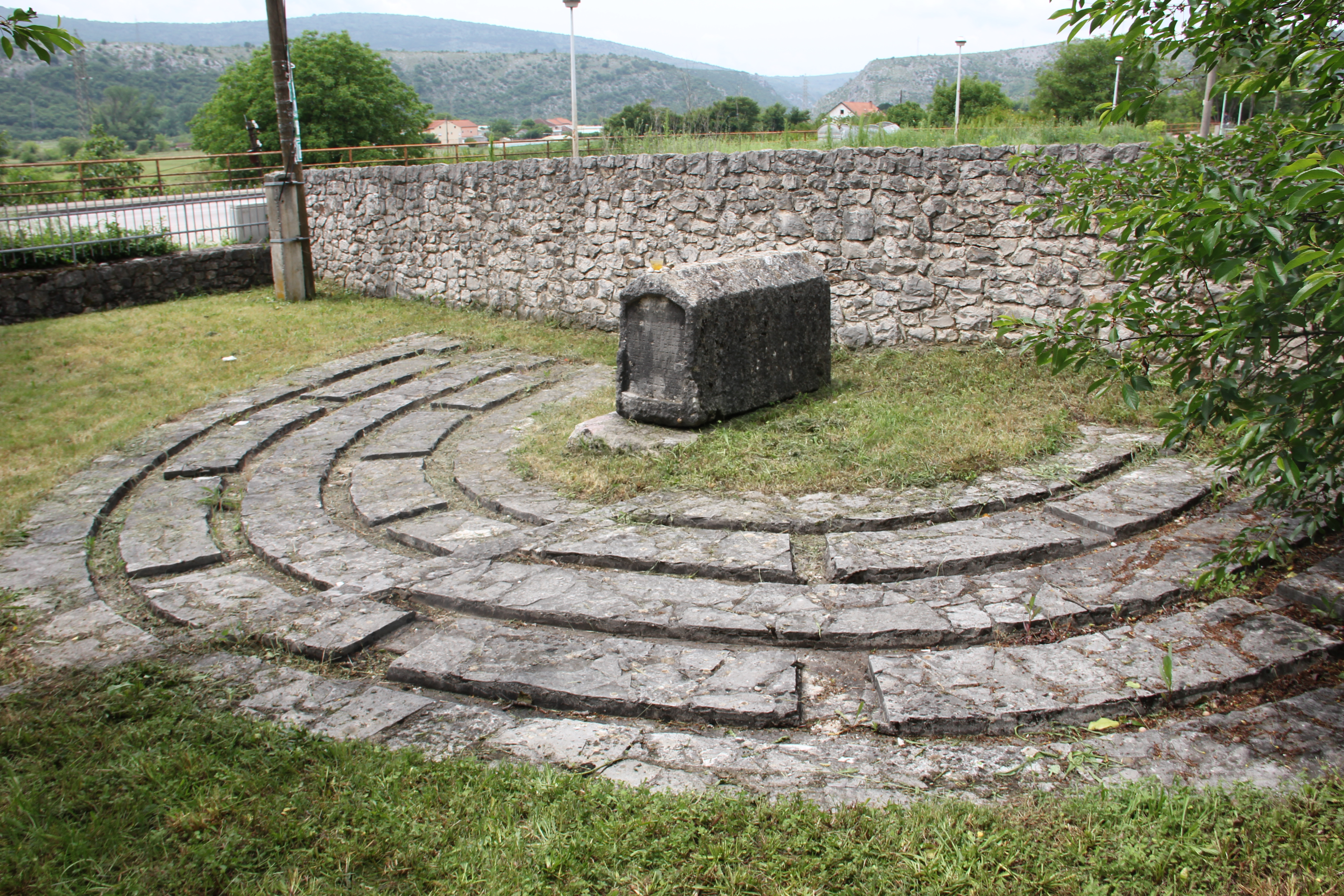
La tomba del rabbino Moshe Danon rabbino capo di Sarajevo (1815-1830), situata a Stolac, in Bosnia ed Erzegovina
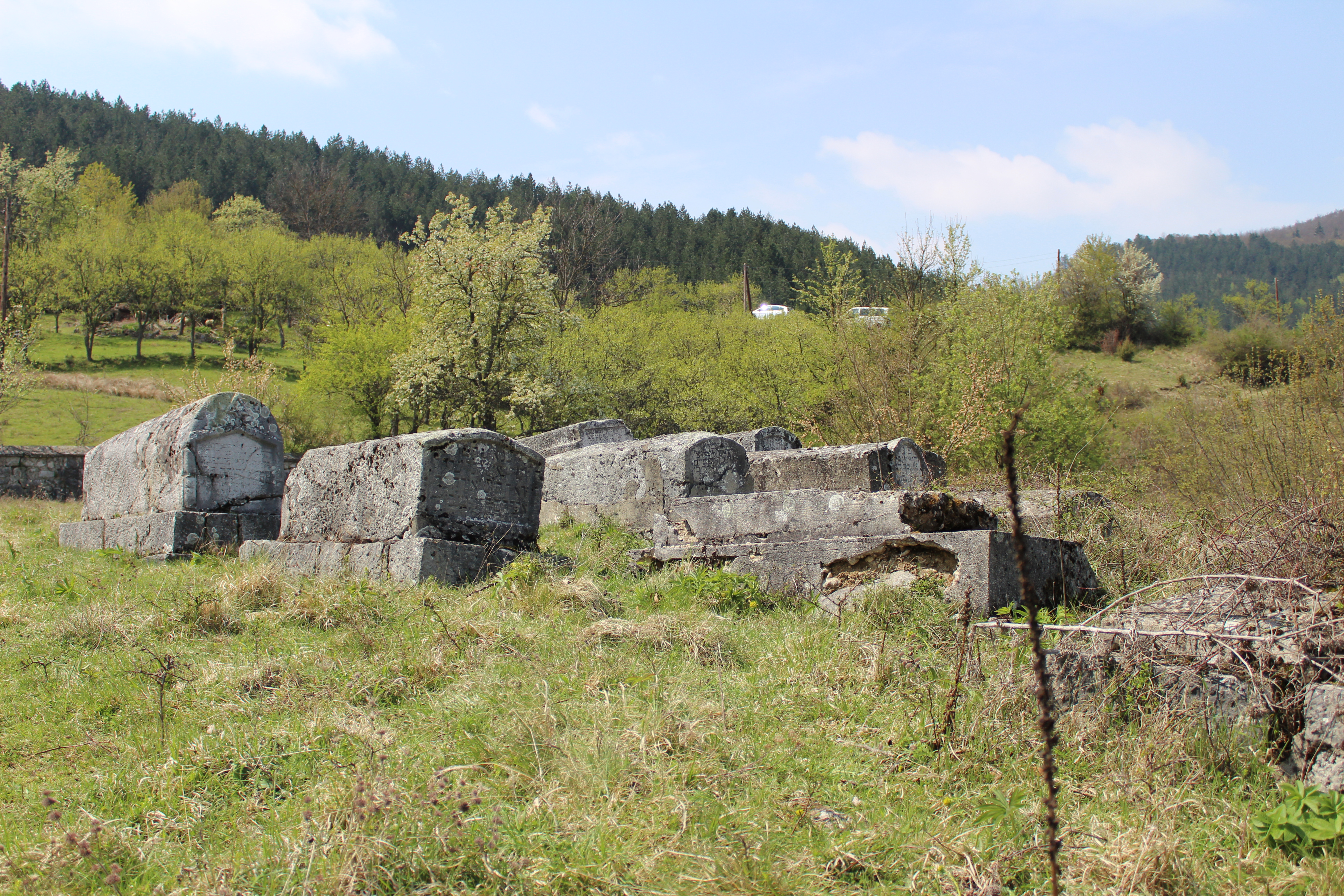
Cimitero ebraico di Rogatica